# Pfarrbach (Waltersdorfer Dorfbach)
Der Pfarrbach, auch Pfarrflössel genannt,  ist ein linksseitiger Zufluss des Waltersdorfer Dorfbaches mit einer Länge von ca. anderthalb km in der Gemeinde Großschönau des ostsächsischen Landkreises Görlitz.

## Beschreibung
Der Bach entspringt am Osthang des Weberberges (711 m n.m.) im Zittauer Gebirge. Seine Hauptquelle ist der Weberborn, eine weitere Quelle in (675 m) ist nur zeitweise wasserführend.
Mit nordöstlicher Richtung fließt der Pfarrbach mit starkem Gefälle am Weberberghang westlich an dem sich vom Ottoberg (520 m) über die Sängerhöhe (497 m) bis zum Kirschhübel (442 m) erstreckenden Rücken vorbei. Er hat auf diesem Abschnitt den Charakter eines Gebirgsbaches mit blockreichem Bachgrund und zurückgedrängtem Pflanzenwuchs.
Der in der zweiten Hälfte des 17. Jahrhunderts künstlich angelegte Unterlauf des Pfarrbaches führt nördlich des Kirschhübels nach Osten. Hier speiste der Bach früher das Gebirgsbad Waltersdorf, das ehemalige Freibad im Schulteich wurde in den 1990er Jahren aufgegeben. Der Pfarrbach mündet in Waltersdorf unterhalb der Kirche in den Waltersdorfer Dorfbach.
Ursprünglich floss der Bach in einer sumpfigen Aue östlich an Pilzdörfel und Herrenwalde vorbei nach Norden und wurde im Osten von der Plunderstraße begleitet. Er mündete damals westlich von Neuschönau oberhalb der Alten Landbrücke in die Lausur ▼.